# Инка Гарсиласо де ла Вега
Гомес Суарес де Фигероа, преименуван на Инка Гарсиласо де ла Вега от 1563 г., е перуански писател и историк от смесено индианско-испанско потекло.
В съчиненията си описва историята на Империята на инките. 
Високо ценен от по-късните поколения испански литератори. Марио Варгас Льоса го нарича "съвършен разказвач на истории", подчертавайки неговата красива и елегантна проза.